# Dienstonderscheidingen van Saksen-Meiningen
Het Duitse hertogdom Saksen-Meiningen kende diverse zogenaamde Dienstonderscheidingen (Duits: Dienstauszeichnungen) voor trouwe en langdurige dienst als officier of soldaat.
In 1867 werd het kleine Saksen-Meiningen gedwongen om een militair verdrag met Pruisen te sluiten en het eigen legertje op te geven. De regerende hertog en de hertogin waren erekolonel of Einhaber van de infanterieregimenten Nr. 32 en Nr. 95. Daarin zag men veel van hun dienstplichtige of beroepshalve dienende onderdanen.
Het kruis en de Dienstonderscheiding werd door Bernhard II van Saksen-Meiningen ingesteld. Ze waren onderdeel van de "Dienstauszeichnung", een in Duitsland gebruikelijke reeks samenhangende onderscheidingen voor jubilerende en verdienstelijke beambten en militairen. Voor de zilveren jubilea van de officieren was er in Saksen-Meiningen dit kruis, de lagere rangen werden al na 8 en 16 jaar, van 1866 tot 1888 voor 9 en 15 jaar en tussen 1888 en 1913 in het leger en in het Feld-Jäger-Korps van Saksen-Meiningen voor 21, 15 en 9 jaar dienst gedecoreerd.
- Het Kruis Dienstonderscheiding voor 25 Jaar Dienst als Officier (Duits: "Dienstauszeichnung Kreuz für 25 Dienstjahre der Offiziere") 1852 - 1867. Het kruis was van verguld zilver.
- De Dienstonderscheiding Ie Klasse voor 24 Jaar Dienst als Onderofficier of Soldaat 1852 - 1867, (een "Schnalle"). Op de gesp staat in Gotisch schrift "BHzSM". De gesp was van verguld brons of verguld koper.
- De Dienstonderscheiding IIe Klasse voor 16 Jaar Dienst als Onderofficier of Soldaat 1852 - 1867, (een "Schnalle"). Op de gesp staat in Gotisch schrift "BHzSM". De gesp was van zilver.
- De Dienstonderscheiding IIIe Klasse voor 8 Jaar Dienst als Onderofficier of Soldaat 1852 - 1867, (een "Schnalle"). Op de gesp staat in Gotisch schrift "BHzSM". De gesp was van zwartgemaakt gietijzer.

- De Dienstonderscheiding Ie Klasse voor 21 Jaar Dienst als Onderofficier of Soldaat 1866 - 1888, (een "Schnalle"). Op de gesp staat in Gotisch schrift "GHzSM". De gesp was van verguld brons.
- De Dienstonderscheiding IIe Klasse voor 15 Jaar Dienst als Onderofficier of Soldaat 1866 - 1888, (een "Schnalle"). Op de gesp staat in Gotisch schrift "GHzSM". De gesp was van zilver of verzilverd wit metaal, een legering met zink.
- De Dienstonderscheiding IIIe Klasse voor 9 Jaar Dienst als Onderofficier of Soldaat 1866 - 1888, (een "Schnalle"). Op de gesp staat in Gotisch schrift "GHzSM". De gesp was van zwartgemaakt gietijzer.

- De Dienstonderscheiding Ie Klasse voor 21 Jaar Dienst als Onderofficieren en het Veldjagercorps, 1888 - 1913 (een "Schnalle"). Op de gesp staat in Gotisch schrift een "G". De gesp was van verguld brons.
- De Dienstonderscheiding  IIe Klasse voor 15 Jaar Dienst als Onderofficieren en het Veldjagercorps, 1888 - 1913 (een "Schnalle"). Op de gesp staat in Gotisch schrift een "G". De gesp was van zilver of verzilverd wit metaal, een legering met zink.
- De Dienstonderscheiding IIIe Klasse voor 9 Jaar Dienst als Onderofficieren en het Veldjagercorps, 1888 - 1913 (een "Schnalle"). Op de gesp staat in Gotisch schrift een "G". De gesp was van zwartgemaakt gietijzer. Men droeg het Kruis pattée aan een ring door een lint op de linkerborst. Alle andere dienstonderscheidingen van Saksen-Meiningen kregen de vorm van een op de borst gedragen "schnalle". Dat is een typisch Duits versiersel in de vorm van een stukje lint met daarop een gesp. Het lint was groen met een gele bies. Omdat de schalle in het Duitse leger altijd op het uniform werd gedragen zijn de linten vaak sterk verkleurd, vies of versleten.